# الجوف (كعيدنة)

تعديل مصدري - تعديل

الجوف هي إحدى قرى عزلة كعيدنة بمديرية كعيدنة التابعة لمحافظة حجة، بلغ تعداد سكانها 753 نسمة حسب تعداد اليمن لعام 2004.